# Cașcaval
Le Cașcaval (prononciation roumaine : [kaʃkaval]) est le nom d'un type de fromage affiné à croûte lavée et à pâte semi-dure traditionnel d'un certain nombre de pays dont la Roumanie, la Moldavie, la Slovaquie, la Tchéquie, la Macédoine du Nord, Bulgarie et Albanie . Le cașcaval est fabriqué à partir de lait de brebis ou de lait de vache ou plus rarement de bufflonne ; il peut être fumé pour améliorer sa conservation.
La pâte se présente homogène ou avec de très légères zones, de couleur blanche ou jaune. La saveur est initialement douce, mais peut devenir piquante à fermentation avancée. Le cașcaval peut être consommé comme fromage de table ou utilisé comme ingrédient pour des plats typiques comme le cașcaval pané ou la mămăligă cu brânză.
En Roumanie, le terme cașcaval est souvent utilisé par extension comme un nom générique pour désigner tous les fromages à pâte mi-dure jaune comme le gouda ou le cheddar.

## Histoire
Le cașcaval est un type de fromage à pâte dure et filée. Il fut sans aucun doute transporté de la péninsule italienne aux Balkans, à l'époque où l'Empire romain s'étendait jusqu'en Roumanie. L'agronome romain Columelle décrit en 68 de notre ère, le processus de fabrication du fromage appelé manum pressum, procédé identique pour la confection du cașcaval.
Ce fromage reste très répandu sous des formes diverses. Il en existe au moins deux variétés, au lait de vache et au lait de brebis.

## Étymologie
Le nom cașcaval dérive du latin caseus (fromage) qui a donné caș en roumain, et caballus (cheval) qui a donné cal en roumain, donc « fromage à cheval ». Cette étymologie provient de la technique ancienne d'affinage du produit, attaché par deux « poires », à cheval sur un support horizontal. Cette technique est encore employée en Italie d'où le mot caciocavallo, et le produit lui-même, ont largement diffusé dans d'autres gastronomies, roumaine, moldave, mais aussi bulgare (кашкавал), serbe (качкаваљ), croate (kačkavalj), hongroise (kaskavál), turque (kaşkaval), et levantine (قشقوان).
Une autre théorie, proposée par des chercheurs de l'Université de médecine vétérinaire de Belgrade, déclare l'origine du cașcaval comme balkanique et plus précisément valaque, ces bergers bergers romanophones que les Serbes appellent « Zinzares », ayant jadis été nombreux dans la région montagneuse du Grand Balkan.

## Appellation protégée
Plusieurs sortes de cașcaval roumains ont le statut d'appellation d'origine protégée dans l'Union européenne.
En 2005, les types suivants de cașcaval ont été reconnus comme appellation d'origine protégée par Bruxelles :
- Cașcaval de Argeș
- Cașcaval de Bobâlna
- Cașcaval de Brădet
- Cașcaval de Carei
- Cașcaval de Ciuc
- Cașcaval de Covasna
- Cașcaval de Dej
- Cașcaval de Dobrogée
- Cașcaval de Dorna
- Cașcaval de Făgăraș
- Cașcaval de Fetești
- Cașcaval de Harghita
- Cașcaval de Hârlău
- Cașcaval de Mateiaș
- Cașcaval de Moieciu
- Cașcaval de Napoca
- Cașcaval de Penteleu
- Cașcaval de Rarău
- Cașcaval de Raușor
- Cașcaval de Rucăr
- Cașcaval de Satu Mare
- Cașcaval de Sibiu
- Cașcaval de Târnița
- Cașcaval de Vidraru

## Les différents Cașcaval
Le cașcaval de Dobrogée est produit à partir du lait de brebis. Il est moulé en forme de meules de 6 à 9 kg. Le cașcaval de Făgăraș est produit à partir du lait de bufflonne,.

## Recette avec du Cașcaval

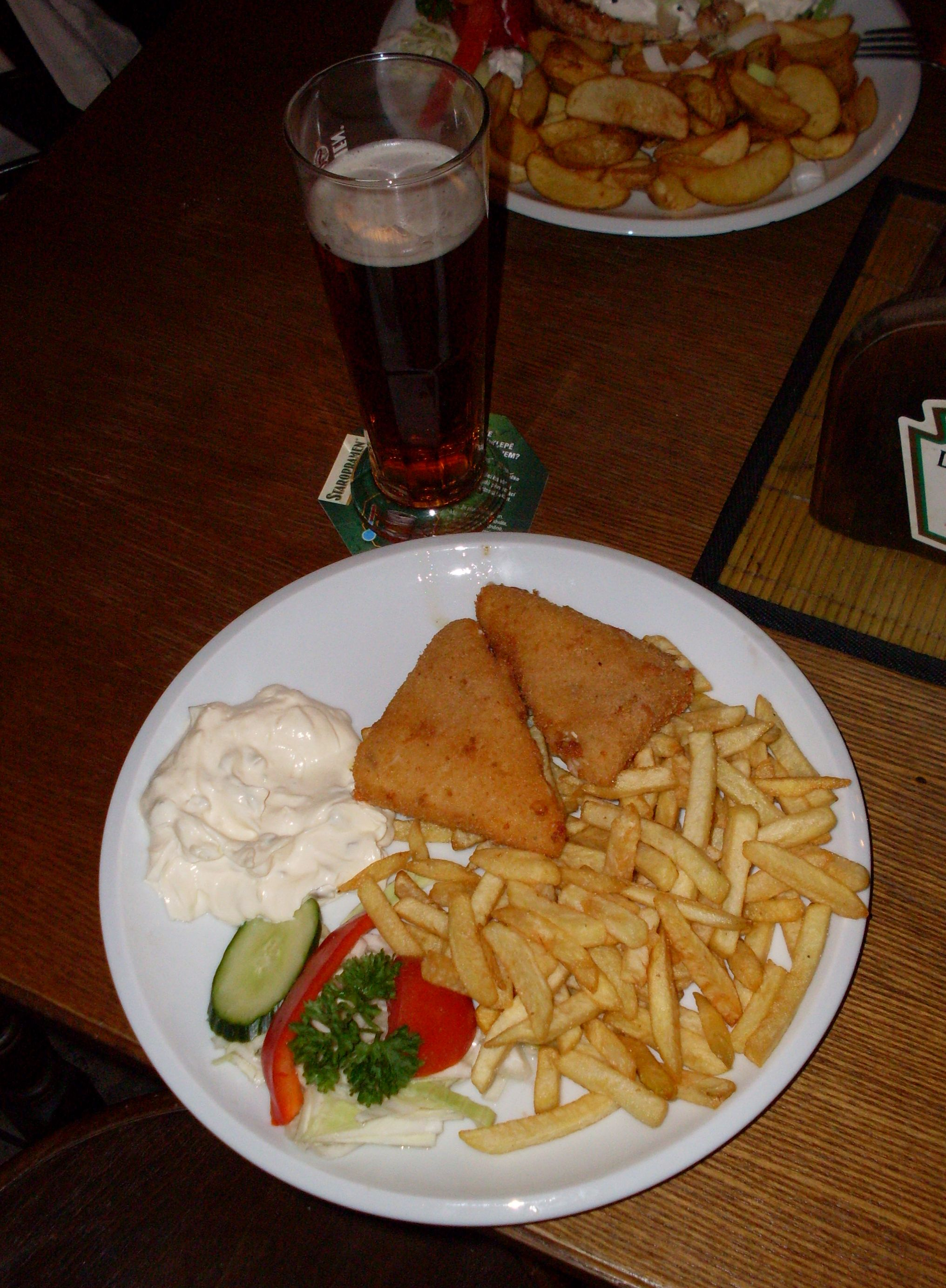
Caşcaval pané, frites et bière en République tchèque.

Le caşcaval pané est un plat tchèque, slovaque, roumain et moldave à base de fromage.
Une tranche de caşcaval de 2 cm d’épaisseur est trempée dans de la farine avec des œufs et de la chapelure, puis est frite dans une poêle. Ce plat fromager est souvent servi avec une salade de chou, des pommes de terre en purée ou frites ou encore, en Roumanie et Moldavie, de la mămăligă.